# 李儼 (成化進士)
李儼（1438年—？），字仲威，直隸保定府高陽縣（今河北省高陽縣）人，民籍，明朝政治人物。

## 生平
早年出身國子生，进順天府鄉試第一百五名。成化十四年（1478年）戊戌科進士。授南京戶部主事，歷山西叅議。

## 家族
曾祖父李德明。祖父李進。父亲李甫榮。母颜氏，繼母梁氏。具慶下。兄興、信、原。
有子李師儒。